# Muna

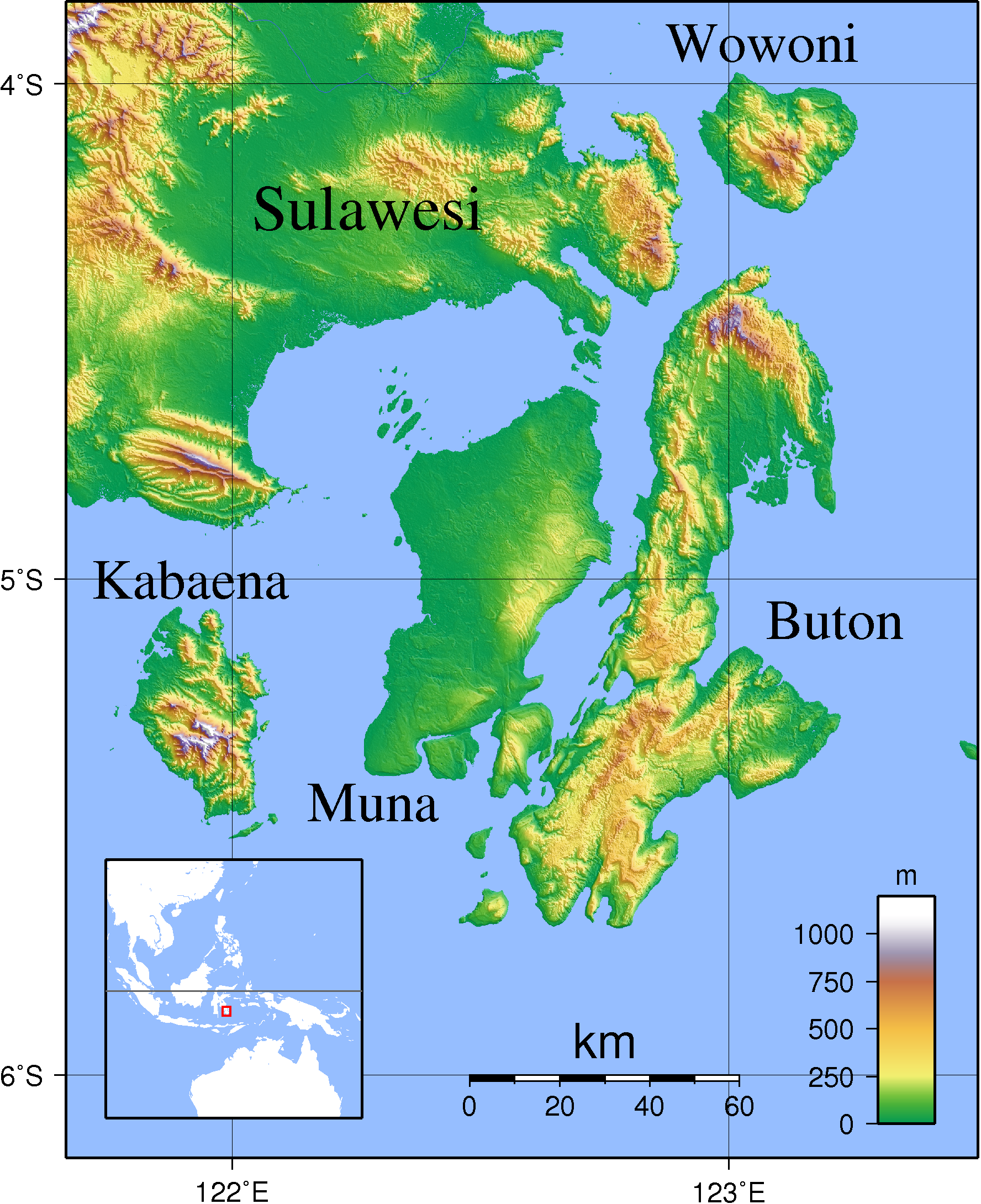
Muna, a oeste de Buton.

 na Indonésia, que faz parte do arquipélago que engloba ainda as ilhas Buton, Wowoni e Kabaena. A sua área total é de cerca de 2889 km². Fica a sudeste de Celebes.